# Vítanov
Vítanov (en allemand : Witanau) est une commune du district de Chrudim, dans la région de Pardubice, en République tchèque. Sa population s'élevait à 448 habitants en 2022.

## Géographie
Vítanov est arrosée par la Chrudimka, et se trouve à 3 km au sud-ouest du centre de Hlinsko, à 24 km au sud-sud-est de Chrudim, à 33 km au sud-sud-est de Pardubice et à 110 km à l'est-sud-est de Prague.
La commune est limitée par Hlinsko au nord et à l'est, par Studnice au sud-est, par Hlinsko au sud, et par Ždírec nad Doubravou, Všeradov et Vysočina à l'ouest.

## Histoire
La première mention écrite de la localité date de 1353.

## Administration
La commune se compose de deux sections :
- Vítanov
- Stan

## Galerie

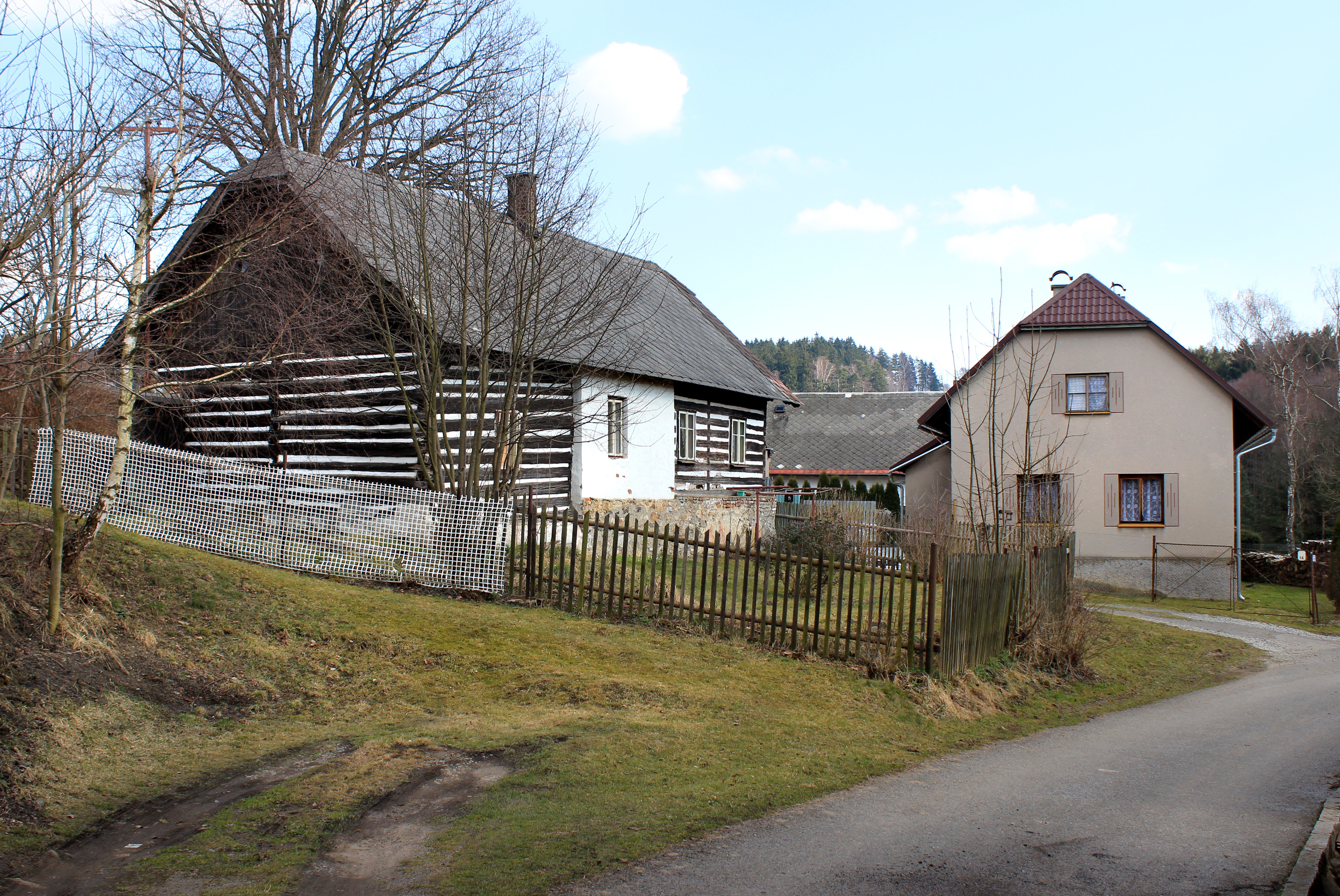
Maisons à Vítanov.
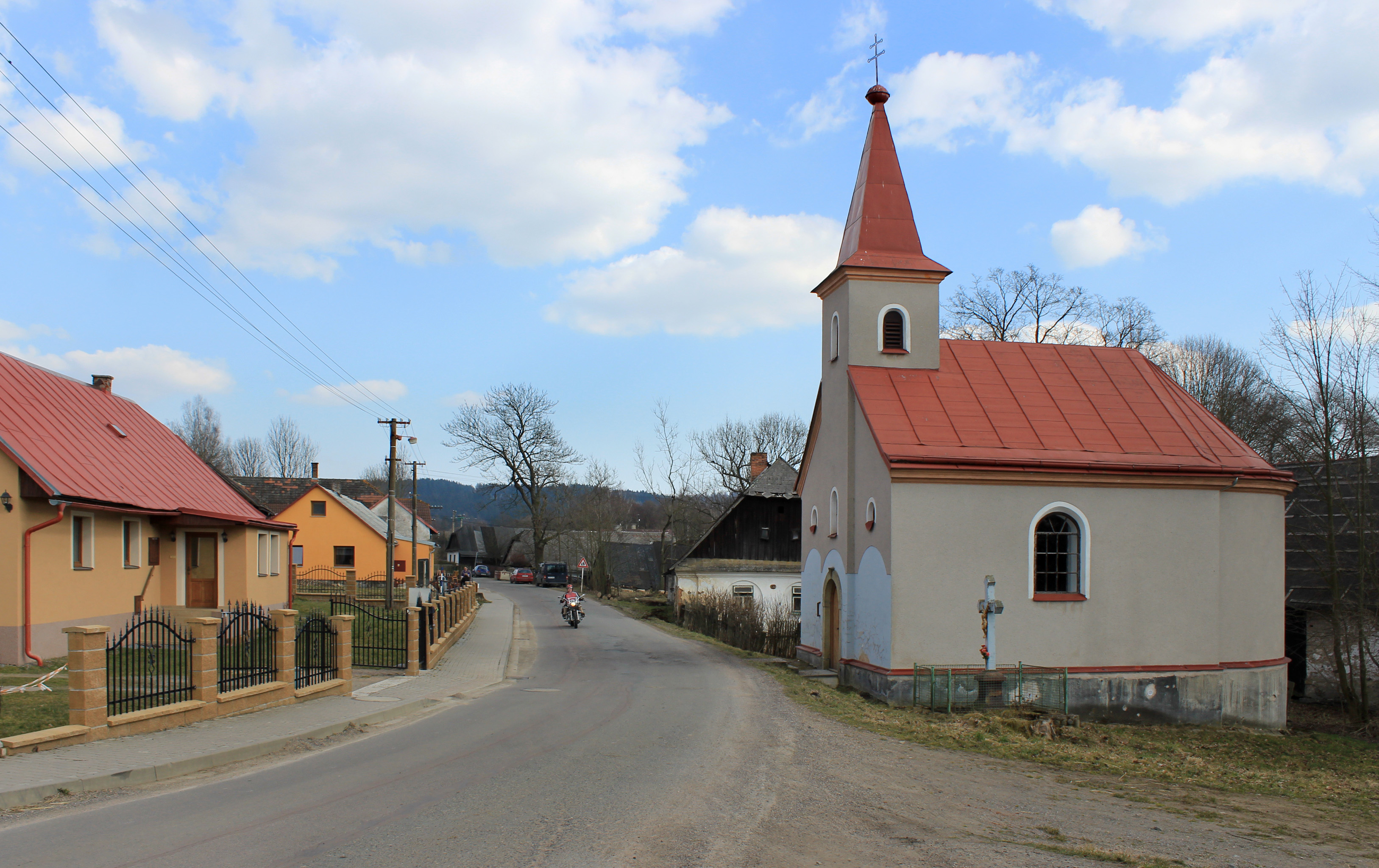
Chapelle à Stan.

## Transports
Par la route, Vítanov se trouve à 3 km du centre de Hlinsko, à 30 km de Chrudim, à 39 km de Pardubice et à 148 km de Prague. 